# Basarab Panduru
Basarab Panduru (Mârzăneşti, 11 de julho de 1970) é um ex-futebolista profissional romeno. Era meio-campista, e atualmente é diretor de futebol do Steaua.

## Carreira

### Clubes
Jogou por algum tempo no futebol português, onde militou por Benfica e Porto Atuou também por FCM Reşiţa, Steaua e Neuchâtel Xamax. Terminou no Salgueiros, onde encerrou a carreira prematuramente em 2000, para se tornar treinador.

### Seleção Romena
Pela Seleção Romena de Futebol, disputou a Copa de 1994 como reserva.

## Títulos
Steaua
- Campeonato Romeno: 1992–93, 1993–94, 1994–95
- Copa da Roménia: 1991–92
- Supercopa da Roménia: 1994, 1995

Benfica
- Taça de Portugal: 1995–96

Porto
- Campeonato português: 1998–99